# Pristimantis jorgevelosai
Pristimantis jorgevelosai es una especie de anfibio anuro de la familia de ranas Strabomantidae
Este batracio endémico de Colombia, tiene su hábitat natural en las montañas y ríos subtropicales y tropicales del norte de Suramérica.
Se trata de una especie amenazada con la pérdida del hábitat.
Debe su nombre científico al biólogo John D. Lynch, en 1994, como homenaje al folclorista colombiano Jorge Velosa, coinventor del género musical carranga. 